# Maxlaunmarkt

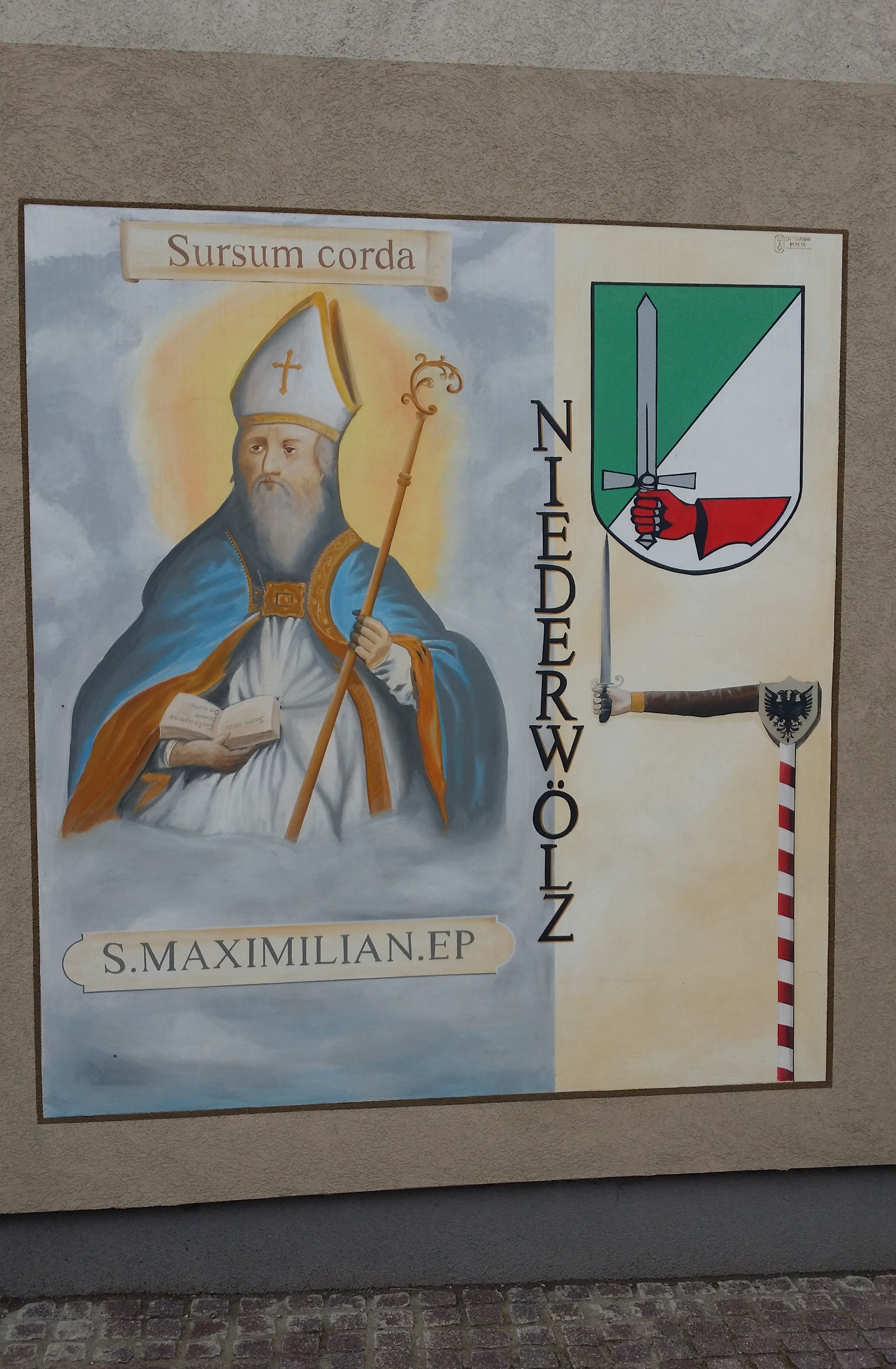
Abbildung des Heiligen Maximilian von Celeia auf einer Hauswand in Niederwölz. Ebenfalls sichtbar ist eine Abbildung der Freiung.

Der Maxlaunmarkt ist ein viertägiger Jahrmarkt, der jährlich am zweiten Oktoberwochenende in Niederwölz in der Steiermark stattfindet.
Der Name Maxlaun leitet sich vom Kirchenpatron Maximilian ab.
Im Jahr 2013 wurde das Freiungsaustragen beim Maxlaun, eine Prozession mit dem Markttagswahrzeichen, von der UNESCO als Immaterielles Kulturerbe anerkannt.

## Geschichte
Ursprünglich erteilte Friedrich III. der Gemeinde Niederwölz im Jahr 1450 das Privileg, am Tag des Kirchenpatrons Maximilian einen Jahrmarkt abzuhalten. Die zugehörige Urkunde ging im Jahr 1532 wegen Plünderungen verloren, weshalb der genaue Inhalt unbekannt ist.
Da neben der Urkunde auch die Freiung verbrannte, konnte das Recht zum Abhalten des Maxlaunmarktes nicht nachgewiesen werden, weshalb der Markt zu Beginn des 16. Jahrhunderts verboten wurde.
Am 18. November 1536 hat König Ferdinand I. jedoch neuerlich einen Freiheitsbrief ausgefertigt, wodurch die Niederwölzer abermals das Recht erhielten den Maxlaunmarkt abzuhalten.
Bis zur Mitte des 19. Jahrhunderts zählte der Maxlaunmarkt zu den größten Jahrmärkten der Steiermark mit Schwerpunkt auf Vieh- und Lederwarenverkauf.
Auch heute ist er gut besucht, im Jahr 2014 verzeichnete der Maxlaunmarkt zwischen 70.000 und 80.000 Besucher.
Im  September 2013 nahm die Österreichische UNESCO-Kommission das Brauchtum als Freiungsaustragen beim Maxlaun in Niederwölz in das Verzeichnis des  nationalen immateriellen Kulturerbes in Österreich auf, in der Sparte Gesellschaftliche Praktiken, Rituale und Feste. Zweck dieser Ausweisung ist ein verbindlicher Schutz als lebendige Kulturtradition.

### Die Freiung
Die Freiung ist eine schwarze, aus Holz geschnitzte Schwerthand und war ein Zeichen für den strafrechtlichen Schutz zur Marktzeit und garantierte den freien Handel und Frieden durch ein Waffenverbot.
Im Jahr 1656 wurde eine neue Freiung angefertigt, welche mit der heutigen Kopie bis auf einige Restaurierungen identisch ist. Das Original wird beim Stinglbauer aufbewahrt.
Der geschnitzte Schwertarm der Freiung besteht aus schwarz bemaltem Holz und ist 54 cm lang. Am 95 cm langen Schwert hängt eine Quaste, am Schulteransatz ist ein Wappenschild mit schwarzem Doppeladler angebracht. Der Schwertarm ist auf einer 370 cm langen Stange montiert.

### Austragen der Freiung und anderes Brauchtum

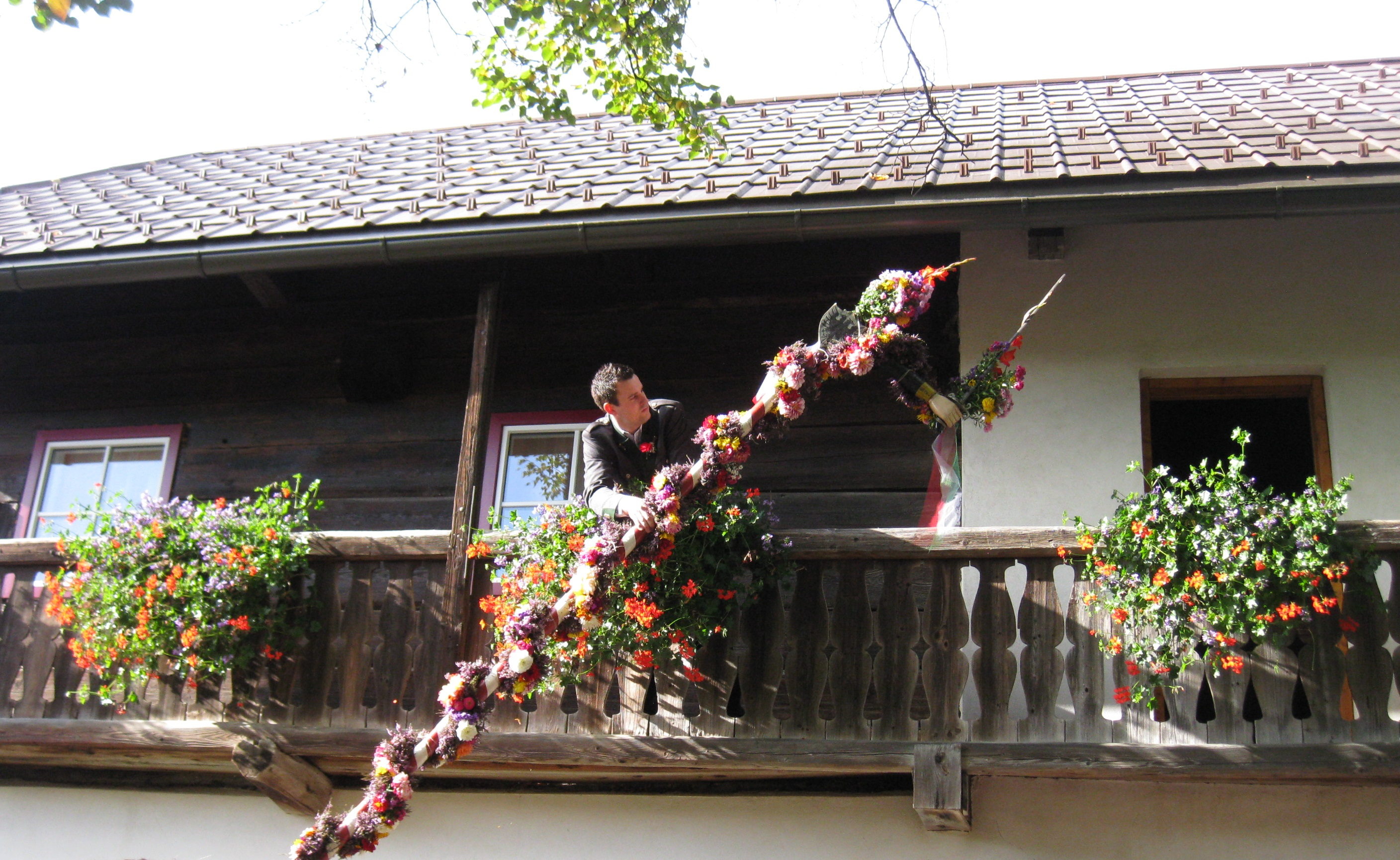
Übergabe der Freiung beim Stinglbauer-Haus

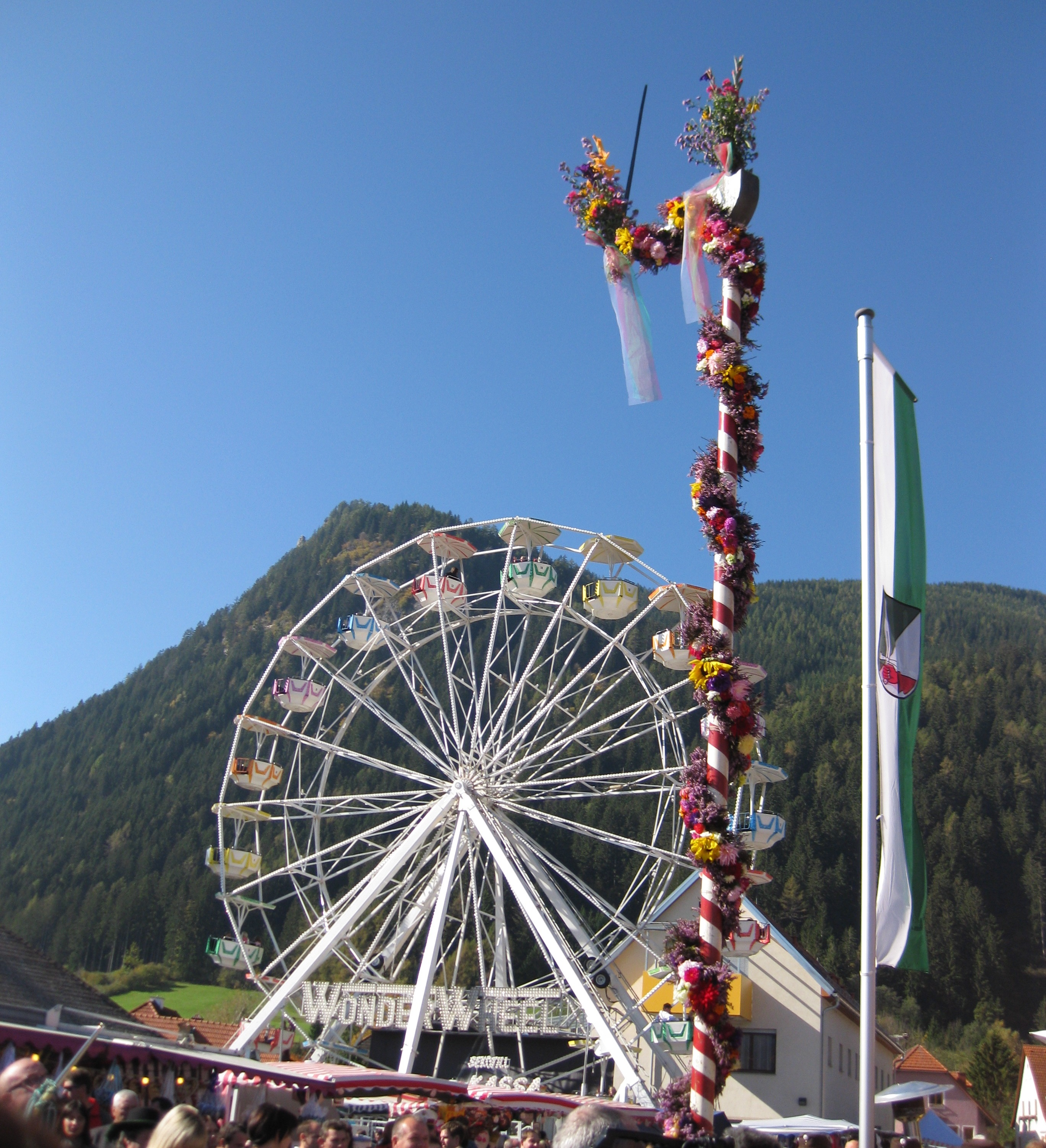
Geschmückte Freiung und Riesenrad

Seit dem Zweiten Weltkrieg spielt das Austragen der Freiung, eine feierliche Prozession,  eine zentrale Rolle beim Maxlaunmarkt.
Der Freiungsträger wird vom Bürgermeister der Gemeinde Niederwölz ausgesucht, der Freiungsträger bestimmt wiederum den sogenannten Maxlauner, den Wegauskehrer. Üblicherweise wird der Maxlauner aus unverheirateten Niederwölzern ausgewählt.
Am Sonntag des Maxlaunmarktes wird in einer feierlichen Prozession die Statue des Heiligen Maximilian zum Stinglbauer-Haus getragen, in welchem die originale Freiung aus dem Jahr 1656 aufbewahrt wird.
Die Freiung wird vom Balkon des Stinglbauer-Hauses gehoben und der Festzug mit dem traditionellen Freiungsgruß eingeleitet.
Der Freiungsträger bringt anschließend, begleitet von der Musikkapelle, der Sängerrunde, der Freiwilligen Feuerwehr, der Landjugend, der Bergwacht und dem Kameradschaftsbund die Freiung zum Marktgelände, wobei ihm der Weg durch den Maxlauner freigemacht wird.
Der Maxlauner zieht im Laufe des Sonntages durch das Festgelände, wobei er durch ein Jauchzen auf sich aufmerksam macht.
Weibliche Besucher des Maxlaunmarktes werden vom Maxlauner oftmals abgehalst, wobei er seine roten und blauen Wangenfarben auf sie überträgt. Das Abhalsen soll Glück bringen.
Die Besucher des Maxlaunmarktes tragen am Sonntag üblicherweise steirische Trachten und bekunden ihr Vergnügen mit dem Ausruf „maxlaunerisch“.

### Freiheitsbrief
Der Wortlaut des Freiheitsbriefes vom 18. November 1536 im heutigen Sprachgebrauch:
„Wir, Ferdinand, von Gottes Gnaden Römischer König, König zu Ungarn und Böhmen, Infant (Prinz) in Spanien, Erzherzog von Österreich, Herzog von Burgund und zu Brabant, in Steier, Kärnten, Krain und Württemberg, Fürst in Schwaben, Gefürsteter Graf zu Habsburg, zu Tirol und Pfiert, zu Kieburg und Görz usw. Landgraf in Elsaß, Markgraf des Heiligen Reiches und zu Burgau, Herr auf der Windischen Mark, zu Portenau (Pordenone) und zu Sallins.

Wir bekennen, dass vor uns erschienen sind unsere getreuen, lieben Jakob von Teuffenbach und Georg Winkler, und sie haben uns demütig zu verstehen gegeben, wie ihre Untertanen zu Niederwölz von weiland unserem Urahnen Kaiser Friedrich löblichen Angedenkens mit einem Jahrmarkt jeweils am Fest des heiligen Maximilian versehen worden seien, den sie auch eine Zeit seither in ruhigem Gebrauch und Besitz gehabt. Dann wären ihnen ihre Urkunde und das Siegel, die sie über diese Freiheit gehabt haben, durch eine Feuersbrunst vernichtet worden, weshalb dieser Jahrmarkt sehr gelitten habe, sie haben uns mit untertänigen Bitten ersucht, dass wir diesen Leuten zu Niederwölz den genannten Jahrmarkt, wie sie ihn von alters her gehabt haben und wie er oben beschrieben ist, neuerlich befreien und bestätigen wegen des Verlustes durch das Feuer und dem jüngst erfolgten Durchzug von spanischen Truppen, besonders, nachdem wir diesbezüglich Erkundigungen eingezogen und Berichte erhalten haben.

Als regierender Landesfürst in Steier bestätigen wir kraft dieser Urkunde dieses Recht von neuem, auf Grund dessen sie berechtigt sind, in Zukunft alljährlich am Fest des heiligen Maximilian diesen Jahrmarkt zu halten und ihn entsprechend der früheren Freiheit durchzuführen, wie es seit alter Zeit üblich war, ohne dass sie daran von irgend jemandem gehindert werden sollten. Deshalb gebieten wir allen Edlen, Lieben und Getreuen, nämlich allen Hauptleuten, Grafen, Freien, Herren, Rittern und Knechten, allen Pflegern, Burggrafen, Landrichtern, Bürgermeistern, Richtern, Räten, Bürgern, gewöhnlichen Leuten und sonst allen unseren Amtleuten und Untertanen und Getreuen ernstlich, und wir wollen, dass sie die genannten Leute von Niederwölz und ihre Nachkommen bei diesem beschriebenen Jahrmarkt und bei ihren Freiheiten lassen und sie diese in Ruhe genießen und benützen können. Sie sollen sie dabei nicht behindern noch jemand andrem gestatten, sie zu behindern. Das wollen wir in allem Ernst. Mit Urkunde dieses Briefes, verfertigt mit unsrem anhängenden Siegel. Gegeben in unserer Stadt Wien am 18. November nach Christi Geburt 1536, im sechsten Regierungsjahr als Römischer König, im elften in den anderen Reichen.“

### Der Maxlaunmarkt in den 1950ern
Auszug aus der Murtaler Zeitung aus dem Jahr 1953:
„Aus allen Gräben und Einschichthöfen waren die Leute zusammengeströmt, um sich einen neuen Steirerhut, ein warmes Leibl oder einen Zögger zu kaufen, aus allen obersteirischen und benachbarten Kärntner Orten kamen Hunderte und Tausende mit den Zügen und Autobussen, um einmal eine richtige Jahrmarktshetz mit Schiffsschaukel und Tierschau und allem Klimbim zu erleben. Es wird wohl jeder auf seine Rechnung gekommen sein: die Käufer, die Vergnügungssüchtigen, die zweihundert Händler, die Wirte - und die Murtalbahn.

Letztere sah sich allerdings zu einer, na sagen wir, vorbeugenden Maßnahme gezwungen, um den winkenden Reingewinn nicht in den Kanal des Schwarzfahrens abgleiten zu sehen: sie ließ in der kleinen Haltestelle Lind-Scheifling, also fünf Minuten vor Niederwölz, das Bähnle geschlagene zwanzig Minuten halten, um die rund dreihundert in Unzmarkt zugestiegenen Maxlaun-Besucher noch abfertigen zu können. Leicht wären diese sonst auf den Gedanken gekommen, ohne ihren Obolus zu entrichten, in Niederwölz flugs aus dem Zügle und damit durch die Maschen des Gesetzes zu entfleuchen!“

## Ablauf
Der übliche Ablauf des Maxlaunmarktes ist:
Freitag:
- ab 14 Uhr: Judmaier-Zelt (kleines Festzelt) geöffnet
- von 14 bis 17 Uhr: Kindernachmittag im Vergnügungspark

Samstag:
- 11 Uhr: Eröffnung der Leistungsschau
- 15 Uhr: Bieranstich im großen Festzelt

Sonntag:
- 9 Uhr: Festgottesdienst in der Pfarrkirche
- 10 Uhr: Traditionelles Austragen der Freiung
- ab 11 Uhr: Frühschoppen

Montag:
- 9 Uhr: Austragen der Freiung
- ab 11 Uhr: Frühschoppen